# ماك أبديت
ماك أبديت (بالإنجليزية: MacUpdate)‏ هو موقع ويب لتنزيل برمجيَّات ماك أو إس تأسس في عام 1996.

## تاريخ
في قائمة إنك. 5000 [الإنجليزية] للشركات الأمريكيَّة الخاصة ذات أسرع نمو في الإيرادات، تمَّ إدراج ماك أبديت في المرتبة 319 عام 2008، و 114 في عام 2009، و 233 في عام 2010.
عرضت ماك أبديت عدة حُزم، تقُدِّم برامج ماك بسعرٍ مُنخفض.
عرضت الشركة تطبيقًا يُسمى ماك أبديت ديسك توب (بالإنجليزية: MacUpdate Desktop)‏ (بسعر 20 دولارًا أمريكيًّا في السنة مع نسخة تجريبيَّة مُدتها 10 أيَّام) والذي يقوم تلقائيًا بتنزيل التحديثات وتثبيتها على التطبيقات المثبتة الأخرى على جهاز ماك الخاص بالمُستخدم. وقد توقف التطبيق مُنذ ذلك الحين.
في عام 2020، استحوذت شركة كلاريو تك [الإنجليزية] (وهي شركة للأمن السيبراني مقرها لندن وكييف) على ماك أبديت.

## وصلات خارجيَّة
- الموقع الرسمي